# Mark Snow
Mark Snow (New York, 26 augustus 1946 – Washington (Connecticut), 4 juli 2025) was een Amerikaans componist die vooral muziek maakte voor televisieseries en films. Hij was genomineerd voor 12 Emmy Awards en heeft 18 ASCAP Awards gewonnen.
Snow overleed op 4 juli 2025 op 78-jarige leeftijd.

## Filmografie (selectie)
- Ringer (2011-2012)
- Blue Bloods (2010-2024)
- Ghost Whisperer (2005-2010)
- She's Too Young (2004)
- One Tree Hill (2003-2005)
- Smallville (2001-2007)
- Nikita (televisie) (1997-2001)
- Millennium (1996-1999)
- The X-Files (1993-2002)